# Комір

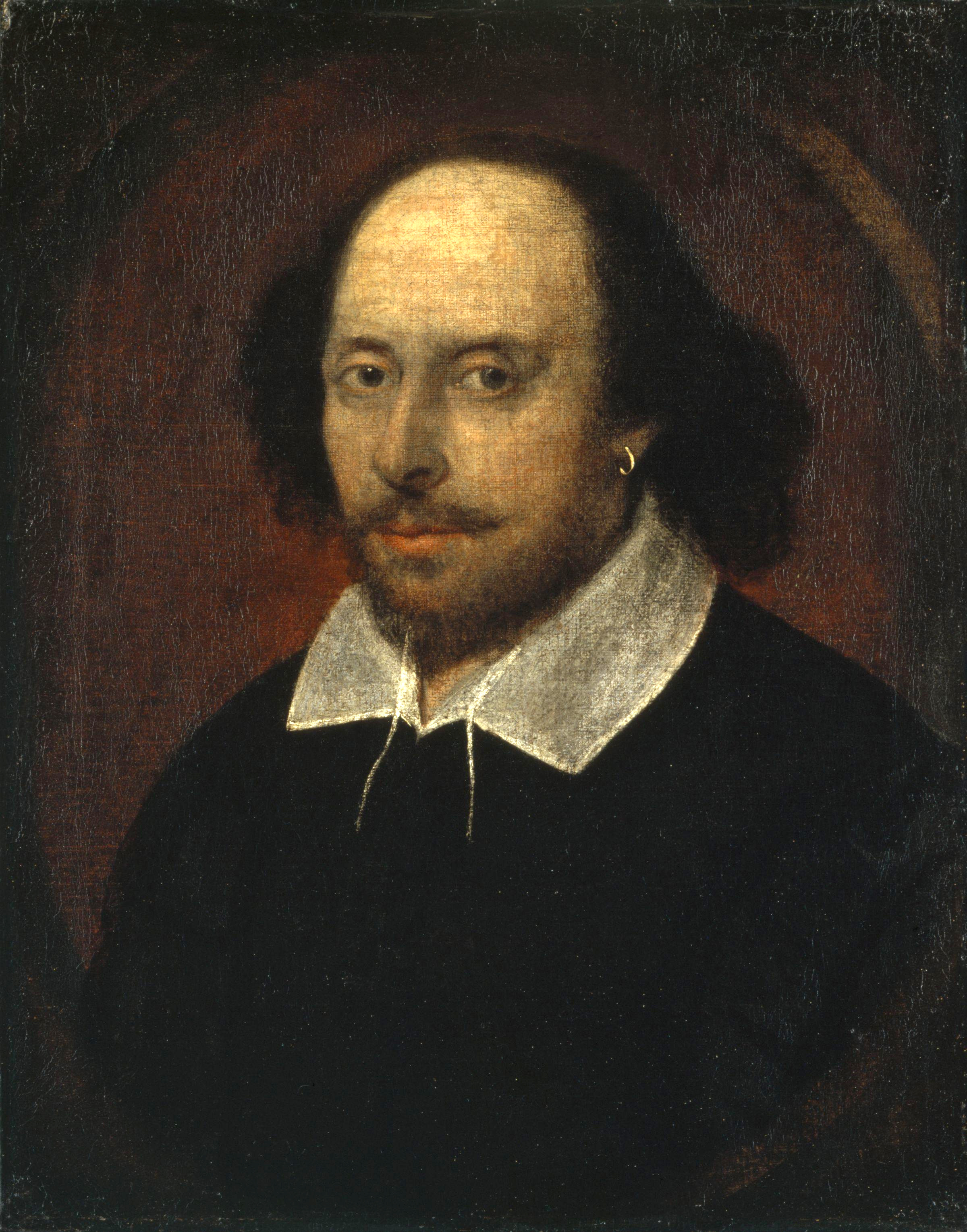
Шекспір

Ко́мір, іноді ко́внір — деталь швейного виробу, що слугує для обробки горловини.

## Історія

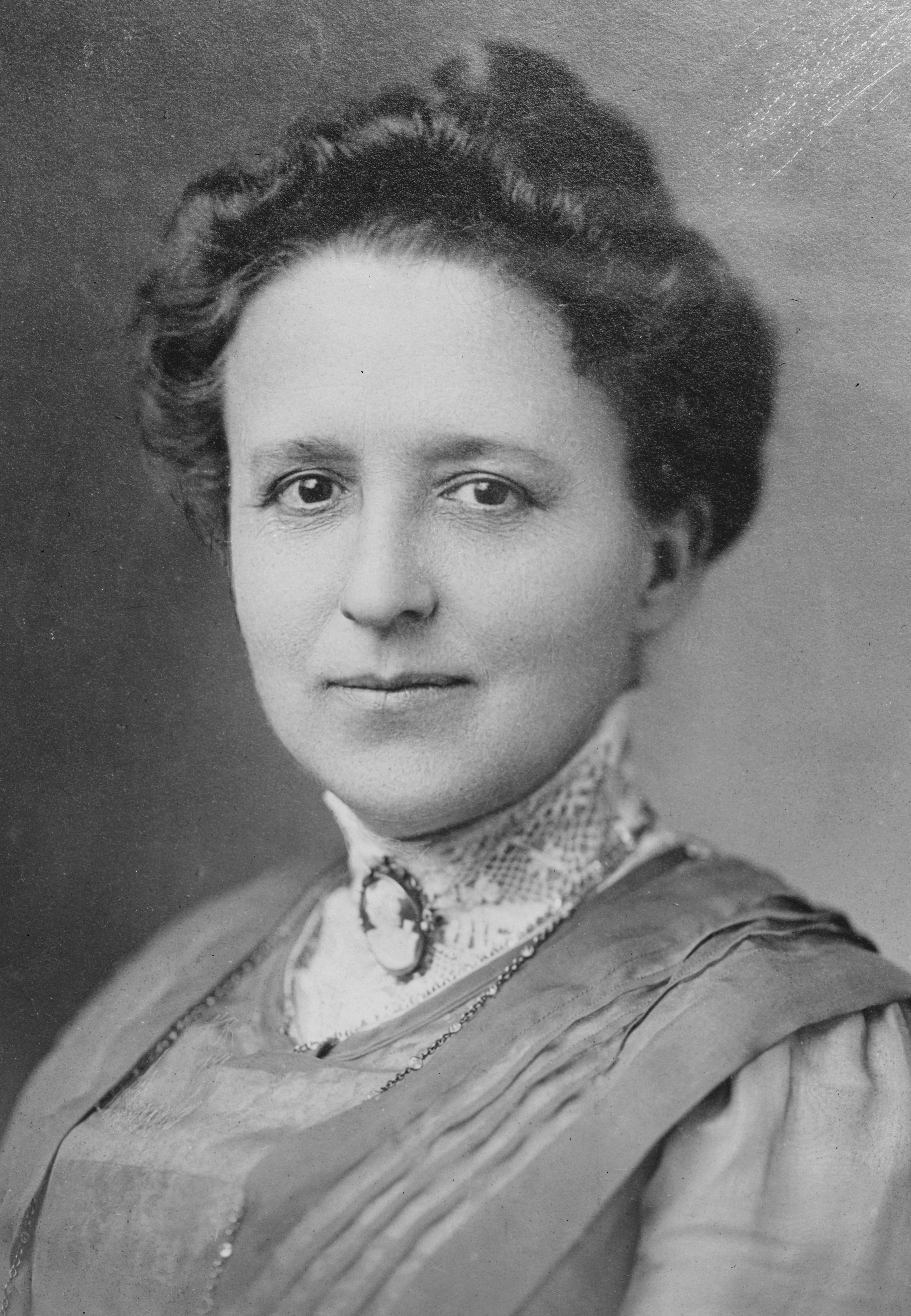
Жінка в сукні з коміром-стійкою

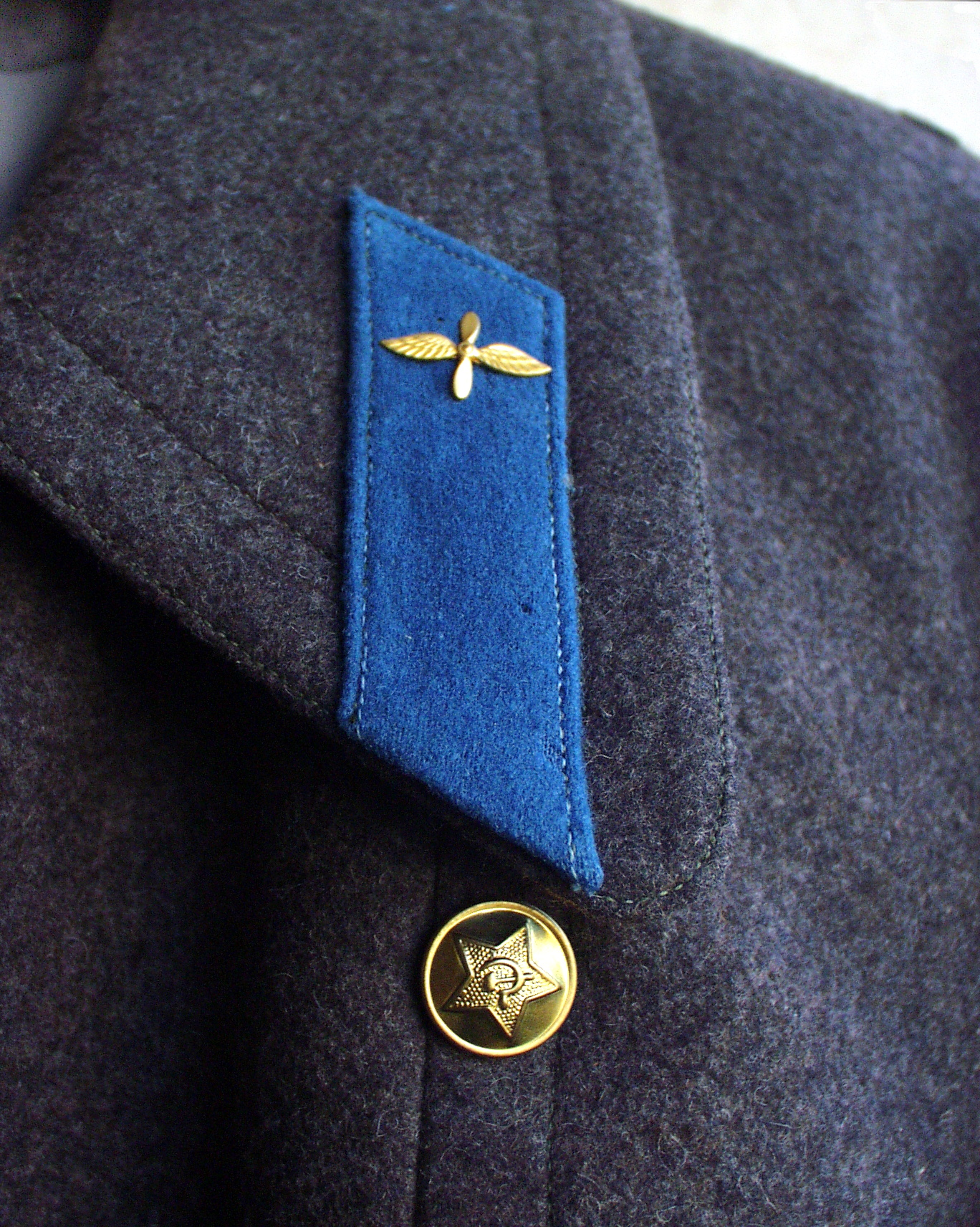
Петлиця на комірі військової формі одягу радянського офіцера

Аж до середніх століть комірів на одязі взагалі не було. Лише у XIII столітті з'являється вузька смужка у вирізі, яка поступово перетворюється на комір-стійку. У XIV і XV століттях вузький комір-стійка типовий для жакетів — «вамс» і чоловічих плащів в бургундському стилі. У XV столітті комір зазвичай робиться з хутра або оксамиту.

### Різновиди комірів
- Берте — облямівка на зразок коміра по декольте дамської сукні, модна між 1830—1860 роками.
- Бефхен — комірець у вигляді двох коротких спадних стрічок.
- Вило́жистий комір, комір із закоткою, рідко відкладни́й комір — комір, який відвертається, закочується назовні подібно вилозі
- Колоратка — комірець служителів західних церков
- Комір-стойка, комір-стійка, стоячий комір — комір у вигляді стоячої смуги, яка щільно охоплює шию
- Комір а ля Марія Стюарт — мереживний комір на дротяному каркасі. Назву отримав по імені шотландської королеви Марії Стюарт.
- Комір а ля Шиллер — з часів скаутизму на початку XX століття це звичайна назва для виложистих комірів чоловічих спортивних сорочок. Нагадує моду епохи поета Фрідріха Шиллера (1759—1805 рр.)
- Фреза чи комір «млинове жорно» (нім. Praise, Krause, Out tenkragen, Muhlstein, Kalbgekrose, Halskrause, pulci-nelle) — широкий білий комір, щільно прилеглий до шиї, який бере свій початок в іспанській моді XVI століття. Після 1575 року став самостійною деталлю модного одягу і виріс до таких розмірів, що близько 1586 року і виникає його назва «млинове жорно» (нім. Muhlstetnkragen), часто він стає мішенню карикатуристів. Шили його з тонкого полотна, робили складки і крохмалили або інколи навіть садили на дротяний каркас. У Німеччині і Фландрії (нім. Duttenkragen) його носили до початку XVIII століття. У XVIII столітті він ще довго зберігається у євреїв як обов'язкова деталь костюму. Досі він ще зустрічається в національних костюмах і є елементом класичного костюму «п'єро».
- Жабо — комір з шматка мережива, закріпленого на шиї
- Голілла — спочатку підкладка під великий комір-фрезу в іспанській моді. Пізніше носиться як самостійний комір — вузький, накрохмалений, округлий і піднятий вгору.
- Каркас — у дамській моді 90-х років XVIII століття панував дуже неприродний З-подібний силует жіночої фігури, який виникав в результаті того, що манишка на грудях підносилася настільки, що в ній потопало підборіддя. Груди підводилися за допомогою гнучкого каркаса, який жартома називали «тромпе́з» (фр. trompeuse — «обманщиця»).
- Колер (нім. Koller, фр. collier) — в XV і XVI століттях жіночий комір, що закривав плечі і шию, з якого пізніше виникла сорочка хомутового крою.
- Горжетка